# Jemeppe-sur-Sambre

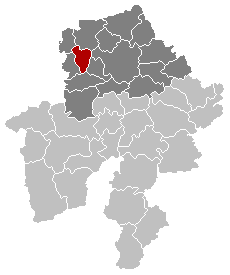
Ubicación de Jemeppe-sur-Sambre.

Jemeppe-sur-Sambre (en valón : Djimepe-so-Sambe) es un municipio belga en la provincia de Namur.

## Datos
- A 1 de enero de 2019 la población era de 19.190 habitantes.
- La superficie total es de 46,8 km²
- Densidad de 410,07 habitantes por km².

## Geografía

### Secciones del municipio
El municipio comprende los antiguos municipios, que se fusionaron en 1977:
| - Jemeppe-sur-Sambre - Balâtre - Ham-sur-Sambre - Mornimont - Moustier - Onoz - Saint-Martin - Spy |

## Demografía

### Evolución
Todos los datos históricos relativos al actual municipio, el siguiente gráfico refleja su evolución demográfica, incluyendo municipios después de efectuada la fusión el 1 de enero de 1977.
| Gráfica de evolución demográfica de Jemeppe-sur-Sambre entre 1846 y 2020 |
|                                                                          |